# Футбольные рекорды в Испании
На этой странице собраны футбольные рекорды в Испании.

## Чемпионат Испании
Ниже приведены статистические данные по чемпионату Испании, начиная с 1929 года. Данные приведены на 3 февраля 2020 года

## Клубные рекорды

### Чемпионские титулы
- Наибольшее количество побед в Примере
  - 36, «Реал Мадрид» (1931/32, 1932/33, 1953/54, 1954/55, 1956/57, 1957/58, 1960/61, 1961/62, 1962/63, 1963/64, 1964/65, 1966/67, 1967/68, 1968/69, 1971/72, 1974/75, 1975/76, 1977/78, 1978/79, 1979/80, 1985/86, 1986/87, 1987/88, 1988/89, 1989/90, 1994/95, 1996/97, 2000/01, 2002/03, 2006/07, 2007/08, 2011/12, 2016/17, 2019/20, 2021/22, 2023/24)[1]
- Наибольшее количество чемпионских сезонов подряд:
  - 5 (дважды), «Реал Мадрид» (с 1960/61 по 1964/65 и с 1985/86 по 1989/90)[2]

### Победы
- Наибольшее количество побед в сезоне
  - 32, совместный рекорд:
    - «Реал Мадрид» (2011/12)[3][4]
    - «Барселона» (2012/13)[3][4]
- Наименьшее количество побед в сезоне
  - 2
    - в сезоне из 38 матчей, совместный рекорд: «Логроньес» (1994/95),[5] «Спортинг Хихон» (1997/98)[6]
    - в сезоне из 26 матчей, совместный рекорд: «Сельта» (1943/44),[7] «Реал Бетис», «Реал Сарагоса» (1942/43).[8]
- Наибольшее количество побед в Примере (на конец сезона 2015/16)
  - 1618, «Реал Мадрид»[1]

### Ничейные результаты
- Наибольшее количество ничейных результатов в сезоне
  - 18, «Депортиво» (2015/16)[9]
- Наибольшее количество ничейных результатов подряд
  - 9 «Бургос» (с 30 апреля 1978 по 28 октября 1978)[10][11]
- Наибольшее количество ничейных результатов в Примере (на конец сезона 2015/16)
  - 627 «Атлетик Бильбао»[1]

### Поражения
- Наибольшее количество поражений в сезоне
  - 29, «Спортинг Хихон» (1997/98)[5]
- Наименьшее количество поражений в сезоне
  - 0 в сезоне из 18 игр, совместный рекорд
    - «Атлетик Бильбао», (1929/30),[12] «Реал Мадрид», (1931/32)[13]

  - 1 в сезоне из 38 игр, совместный рекорд:
    - «Реал Мадрид» (1988/89),[14] «Барселона» (2009/10)[15], «Барселона» (2017/18)[15]
- Наибольшее количество поражений в Примере (на конец сезона 2015/16)
  - 1058 «Эспаньол»[1]

### Очки
- Наибольшее количество очков, набранных по итогам сезона
  - 100, совместный рекорд,
    - «Реал Мадрид» (2011/12)[16][17]
    - «Барселона» (2012/13)[16][17]
- Наименьшее количество очков, набранных по итогам сезона
  - 13 в сезоне, где за победу давалось 3 очка «Спортинг Хихон» (1997/98)[18]
  - 9 в сезоне, где за победу давалось 2 очка «Сельта» (1943/44),[7]

### Прочие рекорды
- Наибольшее количество подряд, проведённых в высшем дивизионе
  - 86 (совместный рекорд) Реал Мадрид, Барселона, Атлетик Бильбао (с 1929 года по сей день)[1]
- Наибольшее количество забитых мячей в сезоне
  - 121 «Реал Мадрид» (2011/12)[19]
- Наибольшее количество игр подряд с забитыми мячами
  - 64 «Барселона» (с 4 февраля 2012 по 19 октября 2013).[20]

## Личные рекорды

### Голы
- Наибольшее количество голов за карьеру, забитых в Примере
  - 474, Лионель Месси («Барселона», 2004—2021)[21]

- Наибольшее количество мячей, забитых игроком в одном матче
  - 7 совместный рекорд Бата (за «Атлетик Бильбао» в матче против «Барселоны», 8 февраля 1931) и Ладислав Кубала (за «Барселону» в матче против «Спортинга», 10 февраля 1952)[22]
- Самая продолжительная серия матчей с голами: 21, Лионель Месси («Барселона», 33 гола в период с 11 по 34 тур сезона 2012/13)
- Самая продолжительная серия домашних матчей с голами: 18, Мариано Мартин («Барселона», 37 голов в период с 22 тура сезона 1941/42 по 6 тур сезона 1943/44)
- Самая продолжительная серия выездных матчей с голами: 13, Лионель Месси («Барселона», 20 гола в период с 8 по 33 тур сезона 2012/13)
- Наибольшее количество дублей в истории: 100, Лионель Месси («Барселона», 2004—2021)
- Наибольшее количество хет-триков в истории: 36, Лионель Месси («Барселона», 2004—2021)
- Наибольшее количество хет-триков за сезон: 8, совместный рекорд:
  - Лионель Месси («Барселона», 2011/12)
  - Криштиану Роналду («Реал Мадрид», 2014/15)
- Наибольшее количество хет-триков подряд в одном сезоне: 3, Исидро Лангара («Реал Овьедо», 1934/35)
- Наибольшее количество забитых пенальти в истории: 61
  - Криштиану Роналду (2009—2018)
- Самый юный игрок, забивший гол в Примере: Фабрис Олинга, 16 лет и 92 дня (за «Малагу» против «Сельты», 18 августа 2012)

## Наибольшее количество матчей
- Наибольшее количество сыгранных в Примере матчей:
  - 622, Андони Субисаррета (с 1981 по 1998 год)[23]
- Наибольшее количество сыгранных в Примере матчей за один клуб
  - 550, Рауль (с 1994 по 2009 год)[24]
- Самый возрастной игрок:
  - Рикардо, 41 год, 5 месяцев и 2 дня (за «Осасуну» в матче против «Реал Мадрид», 1 июня 2013 года)
- Самый юный игрок:
  - Сансон, 11 лет и 255 дней (за «Сельту» в матче против «Севильи», 31 декабря 1939 года)[25]

## Рекордный счёт в матче
- Самая крупная домашняя победа: 12:1, «Атлетик Бильбао» против «Барселоны» (8 февраля 1931)
- Самая крупная победа на выезде: 0:8, совместный рекорд:
  - «Лас-Пальмас» против «Барселоны» (25 октября 1959)
  - «Альмерия» против «Барселоны» (20 ноября 2010)
  - «Кордоба» против «Барселоны» (2 мая 2015)
  - «Депортиво» против «Барселоны» (20 апреля 2016)
- Самая результативная ничья: 6:6, «Атлетико Мадрид» против «Атлетик Бильбао» (29 января 1950)
- Самый результативный в матче Примере: 9:5, «Атлетик Бильбао» против «Расинга» (5 февраля 1933)

## Медали чемпионата
- Наибольшее количество чемпионских медалей Примеры
  - 12, Франсиско Хенто[26] — 1954, 1955, 1957, 1958, 1961, 1962, 1963, 1964, 1965, 1967, 1968, 1969

## Рекорды вратарей
- Самый длительный промежуток времени, в течение которого вратарь не пропускал мячей в свои ворота: 1275 минут, Абель Ресино (вратарь «Атлетико Мадрид», 1990/91)
- Наибольшее количество «сухих матчей» в сезоне: 26, Франсиско Лианьо (вратарь «Депортиво», 1993/94)
- Наибольшее количество «сухих матчей» в Примере (все сезоны): 233, Андони Субисаррета

## Кубок Испании

### Финалы

#### Командные рекорды
- Наибольшее количество побед: 31, «Барселона» (1910, 1912, 1913, 1920, 1922, 1925, 1926, 1928, 1942, 1951, 1952, 1953, 1957, 1959, 1963, 1968, 1971, 1978, 1981, 1983, 1988, 1990, 1997, 1998, 2009, 2012, 2015, 2016, 2017, 2018,2021)
- Наибольшее количество побед подряд: 4, совместный рекорд:
  - «Реал Мадрид» (1905, 1906, 1907, 1908)
  - «Атлетик Бильбао» (1930, 1931, 1932, 1933)
  - «Барселона» (2015, 2016, 2017, 2018)
- Наибольшее количество сыгранных финалов: 43, «Барселона» (1902, 1910, 1912, 1913, 1919, 1920, 1922, 1925, 1926, 1928, 1932, 1936, 1942, 1951, 1952, 1953, 1954, 1957, 1959, 1963, 1968, 1971, 1974, 1978, 1981, 1983, 1984, 1986, 1988, 1990, 1996, 1997, 1998, 2009, 2011, 2012, 2014, 2015, 2016, 2017, 2018, 2019,2021)
- Наибольшее количество игр в финалах без победы в Кубке Испании: 4, «Сельта» (1908, 1948, 1994, 2001)
- Наибольшее количество игр в финалах без поражений в финальных матчах: 2, «Депортиво» (1995, 2002)
- Самая крупная победа в финальном матче:
  - «Атлетик Бильбао» 5:0 «Эспаньол» (1915)
  - «Реал Мадрид» 6:1 «Реал Мадрид Кастилья» (1980)
  - «Барселона» 5:0 «Севилья» (2018)
- Наибольшее количество голов в финальном матче: 8, «Севилья» 6:2 «Расинг Ферроль» (1939)
- Наибольшее количество голов, забитых проигравшей командой: 3:
  - «Барселона» 4:3 «Атлетик Бильбао» (1942)
  - «Барселона» 4:3 «Валенсия» (1971)
- Наибольшее количество поражений в финале: 20, «Реал Мадрид» (1903, 1916, 1918, 1924, 1929, 1930, 1933, 1940, 1943, 1958, 1960, 1961, 1968, 1979, 1983, 1990, 1992, 2002, 2004, 2013)

#### Личные рекорды
- Наибольшее количество побед: 7, Агустин Гаинса за "Атлетик Бильбао " (1943, 1944, 1945, 1950, 1955, 1956, 1958),7,Лионель Месси за «Барселона» (2009,2012, 2015, 2016, 2017, 2018, 2021)
- Наибольшее число сыгранных финалов: 10, Лионель Месси за «Барселона» (2009,2011,2012,2014,2015,2016,2017,2018,2019,2021)
- Наибольшее количество голов (в одном финальном матче): 4, Тельмо Сарра, «Атлетик Бильбао» (1950)
- Наибольшее количество голов (все финальные матчи): 9, Лионель Месси , «Барселона»

### Все раунды

#### Командные рекорды
- Самая крупная победа: «Реал Мурсия» 14:0 «Сьеса» (первый раунд, 10 сентября 1991)
- Самая крупная победа на выезде: «Дон-Бенито» 0:13 «Сельта» (первый раунд, 10 апреля 1932)
- Самая долгая серия пенальти: 14 ударов со стороны каждой команды:
  - «Реал Авила» 12:13 «Реал Бургос» (29 сентября 1986)
  - «Кордоба» 12:13 «Депортиво» (11 сентября 2012)

#### Личные рекорды
- Наибольшее число сыгранных матчей: 104, Андони Субисаррета (за «Атлетик Бильбао», «Барселону» и «Валенсию»)
- Наибольшее число сыгранных матчей за один клуб: 99, Агустин Гаинса (за «Атлетик Бильбао»)
- Наибольшее количество забитых голов: 81, Тельмо Сарра (за «Атлетик Бильбао»)
- Наибольшее количество забитых голов в одном матче: 8, Агустин Гаинса («Атлетик Бильбао» 12:1 «Сельта», 18 мая 1947)
- Наибольшее количество забитых голов за один сезон: 21, Хосеп Самитьер («Барселону», 1928)

## Суперкубок Испании
- Наибольшее количество побед: 13, «Барселона» (1983, 1991, 1992, 1994, 1996, 2005, 2006, 2009, 2010, 2011, 2013, 2016, 2018)
- Самый крупный счёт: «Барселона» 4:5 «Сарагоса» (30 августа 1994)
  - «Реал Мадрид» 4:5 «Барселона» (17 августа 2011)
- Наибольшее количество матчей (команда): 24, «Барселона» (1983, 1985, 1988, 1990, 1991, 1992, 1993, 1994, 1996, 1997, 1998, 1999, 2005, 2006, 2009, 2010, 2011, 2012, 2013, 2015, 2016, 2017, 2018, 2020)
- Наибольшее количество побед подряд (команда): 3:
  - «Барселона» (2009, 2010, 2011)
  - «Реал Мадрид» (1988, 1989, 1990)
- Наибольшее количество голов: 14, Лионель Месси (с 2009)

## Самые титулованные клубы Испании
«Барселона» и «Реал Мадрид»